# Styrnäs kyrka
Styrnäs kyrka tillhör Styrnäs församling i Härnösands stift.

## Kyrkobyggnaden
Den nuvarande kyrkan invigdes 15 september 1852 av biskop Israel Bergman och ersatte en stenkyrka från 1100-talets mitt. Den gamla kyrkan var en klövsadelkyrka med två torn och kallades ofta "byxkyrkan". Byxkyrkan var förutom kyrka även ett försvarsverk som var bra beläget på en höjd med vidsträckt utsikt. Den nya kyrkan på samma plats uppfördes av byggmästaren Jakob Norin efter ritningar av Lars David Geting.
Altartavlan har motivet Kristi Uppståndelse. Dess förebild är en målning i Kungsholms kyrka i Stockholm utförd av Fredric Westin.